# Křenov (powiat Svitavy)
Křenov – gmina w Czechach, w powiecie Svitavy, w kraju pardubickim. Według danych z dnia 1 stycznia 2014 liczyła 423 mieszkańców.